# Pseudonomopleus
Pseudonomopleus là một chi bọ cánh cứng trong họ 
Elateridae.
Chi này được miêu tả khoa học năm 1931 bởi Fleutiaux.

## Các loài
Các loài trong chi này gồm:
- Pseudonomopleus niger (Candèze, 1878)
- Pseudonomopleus seriesetulosus (Boheman, 1851)